# Lectorium Rosicrucianum

El símbolo del Lectorium Rosicrucianum

El Lectorium Rosicrucianum o Escuela Espiritual de la Rosacruz Áurea es un nuevo movimiento religioso que se considera una escuela mundial del Cristianismo gnóstico. Fue fundada en 1935 por los místicos holandeses Jan van Rijckenborgh, su hermano Zwier Willem Leene y Catharose de Petri. La escuela enseña una forma de gnosticismo cristiano moderno que se basa en las ideas y la iconografía del rosacrucismo, las creencias de los cátaros y otras formas de pensamiento religioso-místico como el hermetismo y la alquimia.
Aunque fue suprimido por los nazis durante la Segunda Guerra Mundial, el Lectorium Rosicrucianum ahora cuenta con sucursales en países de todo el mundo, incluyendo Europa, América del Norte, América del Sur (particularmente Brasil), África, Australia, Nueva Zelanda y el Reino Unido.

## Historia
En 1924, los hermanos Jan y Wim Leene se convirtieron en miembros del movimiento estadounidense Rosicrucian Fellowship, fundada en 1909 por Max Heindel. En 1929, dirigieron al jefe de la filial en los Países Bajos. Junto a Henriette Stok-Huizer en 1930, fundaron juntos un grupo independiente en 1935 con el nombre de 'Rozekruisers Genootschap' (Sociedad Rosacruz); sin embargo, fijaron la fecha oficial de la fundación de la LR el 24 de agosto de 1924, en Haarlem. Después de la muerte de Wim Leene en 1938, Jan Leene y Henny Stok-Huyser escribieron la doctrina del grupo, usando su nombre de pila: Jan van Rijckenborgh y Catharose de Petri, respectivamente. Rijckenborgh publicó un libro que se basa en las siete letras mencionadas en el libro de la Biblia de Apocalipsis y titulado Dei Gloria Intacta.
Durante la Segunda Guerra Mundial, el grupo fue perseguido por los nazis. En 1945, crearon la Escuela de la Rosa-Croix d'Or (Lectorium Rosicrucianum). En 1954, los dos fundadores se reunieron en Francia con el Sr. Antonin Gadal, una figura importante en el renacimiento de los cátaros. En 1957, creó un museo arqueológico en Ussat-les-Bains, donde el Lectorium Rosicrucianum utilizó un campo en Ussat-les-Bains para organizar conferencias.
Leene murió en julio de 1968, y Henriette Stok-Huizer dirigió el movimiento, luego de una importante disidencia interna que provocó la salida del hijo del fundador del grupo, Hank Leene, con muchos estudiantes, lo que llevó a la creación de Sivas Esoteric Comunidad. Después de la muerte de Stok-Huizer en 1990, la dirección del movimiento fue confiada a un colegiado de alumnos, el "Directorio Espiritual Internacional" - DEI.
El LR ha sido descrito como una "escuela cristocéntrica de misterio" que dice estar inspirada en los "antiguos misterios cristianos" (los cátaros, el grial, el rosacrucismo) y se dice que es el guardián de estas enseñanzas.

## Enseñanzas
Las enseñanzas de la organización se basan en el Nuevo Testamento, el catarismo, el Corpus Hermeticum, el gnosticismo dualista de los primeros siglos y la literatura alemana de la primera tendencia rosacruz, incluido el Paracelso.
Las dos órdenes de la naturaleza
El LR tiene una "versión particular del gnosticismo cristiano", que incluye la enseñanza fundamental del concepto de los "dos órdenes de la naturaleza": Primero, está el orden de la naturaleza material, que incluye tanto a los muertos como a los vivos, y todo en Este orden de la naturaleza está sujeto al ciclo de nacer, vivir, morir y nacer de nuevo. En segundo lugar, está el orden original, divino, de la naturaleza espiritual. El primer dominio de la existencia es el mundo de la perecibilidad, el ascenso, el resplandor y el desvanecimiento o "dialéctica"; el segundo es el mundo de imperecedera, o 'estática', que en la Biblia se llama 'el reino de los cielos'. Un último remanente del segundo orden de la naturaleza, llamado "chispa divina" o "rosa del corazón", está latente en el corazón.
Despertar del Cristo Interno
Uno de los objetivos del Lectorium Rosicrucianum es informar a las personas sobre la fuente de este sentimiento de anhelo y explicar la necesidad de un retorno al orden de la naturaleza divina mediante el proceso de "renacimiento del espíritu" (Juan 3: 8). , que fue enseñada, por ejemplo, por Jesús a Nicodemo. Se afirma que este proceso de renacimiento, o "transfiguración", se hace posible a través de nuestra "muerte diaria", como lo llama Pablo (1 Cor. 15:31). Lo que muere es la vieja naturaleza, la conciencia del Yo, y lo que debe despertar es la naturaleza divina, el Cristo interior. El Lectorium Rosicrucianum propone una enseñanza de este proceso, así como el apoyo a sus miembros en sus esfuerzos para realizarlo en sus vidas.
Transfigurismo
Se dice que los preceptos transfigurísticos enseñados por el Lectorium Rosicrucianum están incrustados en las enseñanzas de todas las grandes religiones. Por ejemplo, en la Biblia, los conceptos de las dos órdenes de la naturaleza, el principio divino en el corazón humano y el camino de la transfiguración, se pueden rastrear en las siguientes citas: "Mi Reino no es de este mundo" (Juan 18: 36), 'el Reino de Dios está dentro de ti' (Lucas 17:21) y 'Él debe aumentar, yo debo disminuir' (Juan 3:30).
El ser humano como Microcosmos
Otro concepto rosacruz fundamental es la idea del ser humano como un microcosmos o mundo en miniatura: un sistema de vehículos visibles e invisibles rodeado por un campo magnético y limitado por un "firmamento microcósmico" o "lipika". Esta idea está de acuerdo con el axioma hermético, 'como es arriba, es abajo'.
Las etapas del Transfigurismo
El camino de la transfiguración comprende cinco etapas principales:
- Entender la naturaleza real de este dominio terrenal de la existencia y la experiencia del llamado interno para regresar al orden de la naturaleza divina.
- Anhelo genuino de salvación.
- La entrega del ser central Yo a la chispa divina interna, para que el proceso de salvación pueda realizarse.
- Un nuevo enfoque de la vida, adoptado y llevado a cabo espontáneamente bajo la guía de la chispa divina interna. Las principales características de este nuevo enfoque de la vida se describen, por ejemplo, en el Sermón del Monte.
- Cumplimiento: el despertar (o resurrección) en el campo de vida original.

## Organización
La Escuela Espiritual de la Rosacruz Áurea mantiene numerosos Centros de Conferencias en todo el mundo. Aquí es donde la comunidad se reúne los fines de semana para actividades espirituales más largas. Las administraciones de las subregiones suelen estar ubicadas en estos Centros de Conferencias.
Además, en muchas ciudades grandes, hay núcleos del Lectorium Rosicrucianum donde los estudiantes se reúnen regularmente para diferentes actividades.
Además del LR, existen fundaciones independientes activas en varios países como en España la Fundación Cultural Rosacruz que es una asociación cultural que se autofinancia a través de la producción y distribución de publicaciones. Promovida por el Lectorium Rosicrucianum y fundada en 1993 tiene como objetivo principal la investigación y divulgación del conocimiento hermético (es decir basado en las enseñanzas de Hermes Trismegistos) y gnóstico en general. Para ello aborda diversas áreas de trabajo cuyos resultados se plasman en presentaciones públicas, simposios y conferencias en cooperación con otras instituciones espirituales y expertos en ciencias, artes y religiones, traducción y edición de libros especializados y las publicaciones en la revista en línea, Logon, de la Escuela Espiritual de la Rosacruz Áurea-Lectorium Rosicrucianum. Apoyan la difusión de enseñanzas rozacruz, herméticas y gnósticas.

## Condiciones para ser Alumno
De acuerdo con el Lectorium, las enseñanzas transfigurísticas no deben considerarse de manera filosófica, sino que deben ser "vividas". Este "vivir" de las enseñanzas es el objetivo central del alumnado de la Escuela Espiritual. Para aquellos que no se sienten listos para unirse a la LR como Alumnos, pueden permanecer como investigadores por el tiempo que quieram.
Libertad Personal
Antes de decidir unirse, las personas interesadas pueden obtener más información sobre la organización sin ninguna obligación. Después de unirse, los individuos son libres de romper su conexión con Lectorium en cualquier momento si así lo desean. La libertad personal, según la organización, es vista como la única base correcta para seguir el camino espiritual.
Templos y Centros de Conferencias
En muchos países, el Lectorium Rosicrucianum tiene templos y centros de conferencias, donde los alumnos se reúnen regularmente para los servicios del templo y otras reuniones durante las cuales estudian la filosofía transfigurista y reflexionan sobre cómo pueden integrarla en sus vidas.
Conciencia
Se espera que los alumnos adopten ciertas reformas básicas de la vida, como el vegetarianismo y la abstención del tabaco, el alcohol y las drogas. También se espera un alto nivel de moralidad consciente. Tanto en las actividades externas como en su desarrollo interno, hombres y mujeres juegan un papel igual. Los alumnos son de todas las edades.

## Significado del Símbolo
El punto representa la conciencia universal, el ser real, la verdadera identidad del ser humano. Este Ser trasciende todo egocentrismo. Este Ser ha recibido numerosas denominaciones a lo largo de la Historia y diferentes tradiciones: Atman, Noûs, Flor de Loto, Cristo Interno, Chispa Divina, Capullo de Rosa. Los guaraníes lo llamaban Colibri. Es la única base posible para la manifestación de una nueva conciencia. El triángulo equilátero simboliza la nueva conciencia, que está formada por el equilibrio de tres nuevas capacidades: un nuevo pensamiento, un nuevo sentimiento y una nueva acción. El cuadrado indica la transformación de toda la vida a través de la nueva conciencia. Sus cuatro lados indican la transmutación de los vehículos de la personalidad humana, desde el cuerpo físico a los aspectos energéticos más sutiles, a saber: el cuerpo físico, el cuerpo etérico (o cuerpo vital), el cuerpo astral (o cuerpo del deseo) y la facultad mental (no se habla en cuerpo porque este último vehículo todavía está en la etapa de desarrollo). El círculo apunta a la reintegración consciente y perfecta del ser individual en el plano universal, la realización del gran objetivo de la existencia humana, y también puede representar el microcosmos que rodea al ser.